# Limbus (Theologie)

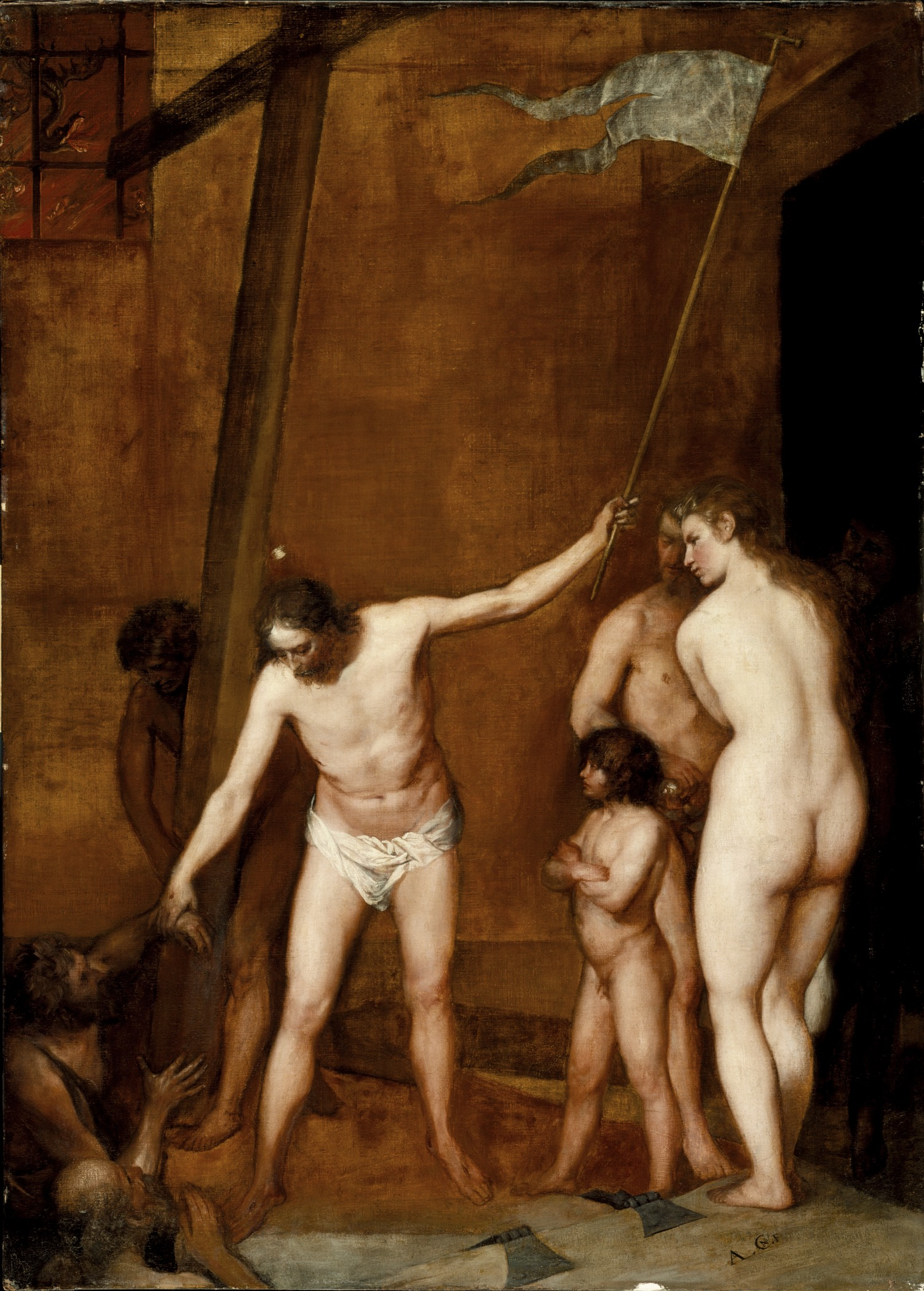
Alonso Cano: Abstieg Christi in die Unterwelt: Christus befreit nach Adam, Eva und Abel die Seelen aus dem Limbus patrum

Limbus (lateinisch für „Rand, Saum, Umgrenzung“), umgangssprachlich auch Vorhölle, bezeichnet in der katholischen Theologie einen Ort (im Volksmund auch als „Vorraum“ oder „äußerster Kreis der Hölle“ bezeichnet), an dem sich Seelen befinden, die ohne eigenes Verschulden vom Himmel und der ewigen Anschauung Gottes ausgeschlossen sind oder waren.
In der Theologie, die den Begriff Limbus etwa seit Ende des 12. Jahrhunderts benutzt, wird unterschieden zwischen dem Limbus der Väter (Limbus patrum), der mit Tod und Auferstehung Christi endete, und dem Limbus der Kinder (Limbus infantium oder Limbus puerorum), der in der Tradition als Ort für die Seelen ungetauft gestorbener Kinder angesehen wurde.

## Limbus patrum und Limbus puerorum
Man unterscheidet
1. den Limbus patrum. Dieser galt als Ort für die Seelen der gestorbenen Gerechten (bzw. der „Frommen“) des Alten Bundes aus der Zeit vor der Geburt Jesu Christi. Dieser habe bei seinem Abstieg in die Unterwelt die Stammeltern Adam und Eva, die Patriarchen, die Propheten und all jene, die im Glauben an Gott starben, ohne Christus zu kennen, daraus befreit, weshalb niemand mehr im Limbus patrum sei.
2. den Limbus puerorum (auch Limbus infantium). Dies sei der Ort für die Seelen der ungetauft gestorbenen Kinder und anderer, die nicht den Gebrauch der Vernunft erlangen und somit auch keine Sünde begehen konnten, also zum Zeitpunkt des Todes nur den Folgen der Erbsünde unterlagen.

Diese Theorie, die von Theologen seit dem Mittelalter ausgearbeitet wurde, war in der ordentlichen Lehre des Lehramtes 
bis zum II. Vatikanischen Konzil erwähnt und so der Mehrzahl der Gläubigen bekannt. 
Der Limbus puerorum ist eine theologische Überlegung, die sich aus den Dogmen der Kirche zu Themen wie Sünde, Erbsünde, Erlösung und Taufe ergibt und „allgemeine katholische Lehre bis zur Mitte des 20. Jahrhunderts“ war. (Siehe unten die Lehre der Synode von Karthago) Anders als beim Fegefeuer konnten die Hinterbliebenen das Schicksal der Kinder auch nicht durch Gebete und Almosenspenden erleichtern. Gegen diese rigorose und unerbittlich anmutende Haltung der katholischen Kirche wetterte nicht nur Martin Luther. Es gab Überlegungen, um betroffene Eltern etwas zu trösten und Gerüchte von einem grausamen, beängstigenden Schicksal, welches ohne Taufe verstorbene Kinder im „Limbus“ erwarten würde, zu relativieren.
Am 20. April 2007 genehmigte Papst Benedikt XVI. die Ergebnisse der Internationalen Theologenkommission und ermöglichte die Abwertung der Lehre vom limbus puerorum zu einer „nicht vom kirchlichen Lehramt unterstützten älteren theologischen Meinung“.
Weder der Limbus patrum noch der Limbus infantium haben ein biblisches Fundament. Ihre Konzeption ergab sich aus der Frage nach der Notwendigkeit des Erlösertodes Christi und dem Erfordernis der Taufe für das Seelenheil. Als solches war das Konzept des Limbus als ein Ort auch nie Dogma, sondern lediglich Teil theologischer Annahmen, in welchen das Konzept des Limbus als Theorie vertreten wurde.
Geschichtlich gab es so auch unterschiedliche Vorstellungen, was der Limbus bedeute:
1. Verlust der Gottesschau, der Visio beatifica, geistige Umnachtung und Traurigkeit, milde Sinnesstrafen
2. Verlust der Gottesschau, geistige Umnachtung und Traurigkeit, aber keinerlei Sinnesstrafen
3. Nur Verlust der Gottesschau (ohne weitere Aussagen)
4. Verlust der Gottesschau, aber zugleich eine rein natürliche Glückseligkeit

## Theologische Diskussion des Limbus puerorum
Seit der Kirchenlehrer Augustinus von Hippo die Lehre von der Erbsünde formulierte, sah die Theologie die Taufe als unverzichtbar für das Seelenheil und damit die Erlösung an. Augustinus hielt es für ausgeschlossen, dass ungetaufte Kinder in das Paradies oder auch nur in einen anderen Ort der Glückseligkeit eingehen könnten (siehe ungetaufte Kinder). Die Synode von Karthago im Jahr 418 verfestigte diese Lehre und damit die Ansicht, dass Säuglinge, die ungetauft sterben, in die Hölle kommen.
Im Mittelalter wurde diese Lehre wieder abgemildert: Als Ort für die ohne persönliches Verschulden vom Himmel ausgeschlossenen Seelen wurde ihr zufolge ein Ort am Rand oder Saum der Hölle angesehen, genannt Limbus („dünne Schicht“). Petrus Abaelardus (1079–1142) lehrte, dass solche Kinder keine Sinnesstrafen erlitten, nur den Verlust der Gottesschau. Thomas von Aquin beschrieb im 13. Jahrhundert den Limbus puerorum als Ort ewiger natürlicher Glückseligkeit. Der Dominikaner Hugo Ripelin von Straßburg legte in seinem Werk Compendium theologicae veritatis (1268) dar, dass sich dieser Ort über der Hölle der Verdammten befände.
Das Konzil von Ferrara/Florenz (1431 bis 1445) bestätigte die Lehre der Synode von Karthago, dass die Taufe unverzichtbar sei und Menschen, die im alleinigen Zustand der Erbsünde sterben, in die Hölle kommen.
Im 18. und 19. Jahrhundert formulierten einzelne Theologen (Bianchi 1768, H. Klee 1835, Caron 1855, H. Schell 1893) Thesen, wie ungetauft gestorbene Kinder dennoch gerettet werden könnten. Im Jahr 1952 konnte der Theologe Ludwig Ott in seinem Grundriss der katholischen Dogmatik dies als Möglichkeit ausführen, wenngleich er darin dennoch den Limbus als die herkömmliche, etablierte Ansicht darstellte.
Im Weltkatechismus von 1992 findet sich der Begriff des Limbus nicht mehr. Dort heißt es:

„Was die ohne Taufe verstorbenen Kinder betrifft, kann die Kirche sie nur der Barmherzigkeit Gottes anvertrauen, wie sie dies im entsprechenden Begräbnisritus tut. Das große Erbarmen Gottes, der will, daß alle Menschen gerettet werden‘, und die zärtliche Liebe Jesu zu den Kindern, die ihn sagen läßt: ‚Laßt die Kinder zu mir kommen; hindert sie nicht daran!‘ (Mk 10,14 ), berechtigen uns zu der Hoffnung, daß es für die ohne Taufe gestorbenen Kinder einen Heilsweg gibt. Die Kirche bittet die Eltern eindringlich, die Kinder nicht daran zu hindern, durch das Geschenk der heiligen Taufe zu Christus zu kommen.“

Wie dieser Heilsweg aussieht, ist nicht bekannt, da hierüber eben keine Offenbarung erfolgte.
Seit November 2005 beschäftigte sich die päpstliche Internationale Theologenkommission mit dem Thema. Am 20. April 2007 genehmigte Papst Benedikt XVI. die Ergebnisse der Internationalen Theologenkommission und ermöglichte die Abwertung der Lehre vom limbus puerorum zu einer „nicht vom kirchlichen Lehramt unterstützten älteren theologischen Meinung“. Der Erzbischof von Dijon, Roland Minnerath, erläuterte die Entscheidung: Die Theologen der Kommission seien zu der Auffassung gelangt, die Seelen nicht getaufter, gestorbener kleiner Kinder kämen direkt in das Paradies. Das Dokument der Internationalen Theologenkommission besagt jedoch auch (in Absatz 41), dass der Limbus eine „mögliche theologische Meinung bleibe“. Der Limbus gehöre nicht zur Glaubenslehre der katholischen Kirche, er bleibe jedoch eine Theorie, die die Kirche nicht verurteile und den Gläubigen zubillige. Benedikt XVI. habe dies bereits vor der Wahl zum Papst im Sinn gehabt. Die britische Tageszeitung Times zitiert seinen Bericht zur Lage des Glaubens von 1985: „Ich persönlich würde es aufgeben, da es immer nur eine Hypothese war.“ Gerhard Ludwig Müller urteilt:

„Gegenüber diesen weniger verbindlichen Aussagen ist die
neuere Konzeption des II. Vatikanums zur Heilsmöglichkeit der Nicht-Getauften zu beachten. Damit sind alle Limbus-Theorien überholt.“

## Der Limbus in der Literatur
- In Dante Alighieris (1265–1321) Göttlicher Komödie befinden sich Dichter, Philosophen und Wissenschaftler aus vor- und außerchristlichen Kulturen im Limbus, der der Hölle vorgelagert ist.

## Der Limbus in der Bildenden Kunst
siehe Hauptartikel Abstieg Christi in die Unterwelt#Ikonographie.